# Região Geográfica Imediata de Itapecuru-Mirim
A Região Geográfica Imediata de Itapecuru Mirim é uma das 22 regiões imediatas do estado brasileiro do Maranhão, uma das 8 regiões imediatas que compõem a Região Geográfica Intermediária de São Luís e uma das 509 regiões imediatas no Brasil, criadas pelo IBGE em 2017. É composta de 9 municípios.

## Municípios
| Região geográfica imediata | Código | Municípios        |
| -------------------------- | ------ | ----------------- |
| Itapecuru-Mirim            | 210004 | Anajatuba         |
| Itapecuru-Mirim            | 210004 | Cantanhede        |
| Itapecuru-Mirim            | 210004 | Itapecuru-Mirim   |
| Itapecuru-Mirim            | 210004 | Matões do Norte   |
| Itapecuru-Mirim            | 210004 | Miranda do Norte  |
| Itapecuru-Mirim            | 210004 | Nina Rodrigues    |
| Itapecuru-Mirim            | 210004 | Pirapemas         |
| Itapecuru-Mirim            | 210004 | Presidente Vargas |
| Itapecuru-Mirim            | 210004 | Vargem Grande     |